# Sitio de Nueva Concepción
El sitio de Nueva Concepción fue una operación del ejército y la policía de El Salvador contra miembros de la Mara Salvatrucha que operaban en la ciudad de Nueva Concepción. Comenzó el 17 de mayo de 2023, un día después de que un policía fuera emboscado y asesinado por presuntos pandilleros; en respuesta al asesinato, el Gobierno de Nayib Bukele desplegó 5.500 soldados y oficiales en el municipio y anunció un operativo para buscar a los perpetradores y otros pandilleros. A pesar de los escasos resultados iniciales, la policía anunció el 26 de mayo que la operación había llevado a la captura de cincuenta pandilleros, incluidos los supuestos asesinos y varios líderes de pandillas.

## Antecedentes
El 27 de marzo de 2022, el Estado salvadoreño, que durante mucho tiempo ha sufrido altos índices de violencia de pandillas, declaró el estado de excepción luego de un aumento en los asesinatos que resultó en 87 muertes en dos días. La represión subsiguiente se ha traducido en más de 70.000 arrestos, se le ha atribuido el daño grave a las bandas criminales de El Salvador y ha generado controversia sobre denuncias de abusos contra los derechos humanos.
La quinta fase de la represión del gobierno implica el establecimiento de círculos alrededor de las comunidades, especialmente en las grandes ciudades, para evitar que los pandilleros huyan y permitir su arresto. Se habían establecido cuatro cercos de este tipo en varias partes del país antes de la operación en Nueva Concepción, uno antes del anuncio de la fase cinco y tres desde entonces.
Nueva Concepción ha sido un bastión de la Mara Salvatrucha durante años, con la camarilla de Fultón Locos utilizando el área como ruta del narcotráfico y centro de operaciones. Según la policía, líderes de pandillas de todo el país huyeron a la zona después del comienzo de la represión.

## Asesinato de policía
El 16 de mayo de 2023 fue asesinado el policía Maximino Antonio Vásquez Rodríguez de 52 años de edad, con veintiocho años de antigüedad en la Policía Nacional Civil, mientras patrullaba el cantón El Zapote en Nueva Concepción, Chalatenango. Según fuentes policiales anónimas de El Diario de Hoy, la policía había recibido información al mediodía de que varios pandilleros se escondían en El Hormiguero, un caserío en lo alto de una colina en El Zapote. Cuatro policías, divididos en equipos de dos, fueron enviados a investigar. Entre las 2:00 y las 2:30 p. m. una pareja vio a cuatro pandilleros, quienes se dieron a la fuga. Se produjo un tiroteo durante el cual Vásquez recibió dos disparos en la cabeza que lo mataron. Fue el primer policía asesinado por pandilleros desde el inicio de la represión el 27 de marzo de 2022. Un pandillero resultó herido y se rindió durante el tiroteo; los otros tres escaparon. El sospechoso herido fue trasladado al Hospital Nacional Zacamil en San Salvador, de donde escapó esa noche; la policía anunció a la mañana siguiente que había sido recapturado.

## Operación del gobierno
La noche del asesinato, a pedido del gobierno, la Asamblea Legislativa votó sin discusión la prórroga del estado de excepción por decimocuarta vez. A la mañana siguiente, se desplegaron más de 5.000 soldados y 500 policías en Nueva Concepción. El presidente Nayib Bukele anunció en Twitter que se había establecido un "círculo de seguridad" en la ciudad, con oficiales que detenían todos los vehículos que llegaban y exigían la identificación de sus ocupantes. El ejército y la policía allanaron el pueblo, incluidas las casas, en busca de los tres atacantes prófugos y otros pandilleros que se cree que aún se esconden allí, así como los caseríos cercanos de Las Casitas y Los Planes, entre otros; también registraron sospechosos. En el allanamiento participaron equipos caninos y la Sección de Operaciones Tácticas de la PNC; El jefe de la Policía Nacional Civil, Mauricio Arriaza Chicas, explicó que Bukele les había ordenado “no escatimar recursos”. Bukele denunció a los críticos de sus políticas de seguridad, alegando , "Solo velan por los derechos de los criminales", y prometieron: "Pagarán muy caro el asesinato de nuestro héroe".